# Рейд Радзивилла
 Рейд Радзивилла — рейд польско-литовской конницы под командованием гетмана польного литовского Христофора «Перуна» Радзивилла вглубь русских владений в 1581 году.

## Предыстория
10 июля 1581 года король Речи Посполитой Стефан Баторий организовал отвлекающий конный рейд вглубь русских владений, чтобы отвлечь часть русских войск. Командующим литовского корпуса был назначен гетман польный литовский и каштелян трокский Христофор Радзивилл, младший сын гетмана великого литовского Николая «Рыжего» Радзивилла. По инструкции короля Радзивилл должен был выступить на Дорогобуж, оттуда на Белую, Торопец и Холм.

## Ход рейда
5 августа Радзивилл выступил из Витебска в свой поход, имея под своим началом около 4 тысяч человек. Вначале он двинулся на Дорогобуж, но, узнав по пути, что московские воеводы разоряют окрестности Великих Лук, Усвята и Велижа, повернул на Велиж.
Навстречу Радзивиллу из Великих Лук выступил оршанский староста Филон Кмита с отрядом из 2000 всадников и 600 татар. Радзивилл и Кмита встретились у Покровского монастыря, на реке Немезе, в окрестностях Торопца.
Во время рейда Радзивилл использовал тактику выжженной земли, оставляя после себя только пепел. Из Витебска он прибыл в Велиж, откуда, сжигая все на своём пути, двинулся на Ржев, а затем 26 августа подошёл к берегам Волги возле Пречистенского монастыря. Получив данные о том, что сам царь Иван Грозный находится в Старице, Радзивилл приказал сжечь близлежащие деревни и села. Кмита предложил Радзивиллу напасть на Старицу и взять в плен царя. Но Радзивилл, опасавшийся превосходства русских сил, отказался это сделать. Беглый царский постельничий сообщил Радзивиллу, что напуганный царь уже отправил свою семью в Москву, а сам вскоре планирует покинуть Старицу.
Радзивилл с литовским корпусом отправился на Холм, разоряя и сжигая русские деревни. По пути литовцы разбили два русских отряда. У истоков Волги и Двины Радзивилл остановился и отдыхал несколько дней. Затем он двинулся к Дубну, где нанёс новое поражение отряду стрельцов из Торопца. Затем Радзивилл отправился в Торопец, где пробыл два дня и разорил городские окрестности, отступил к Старой Руссе, где были царские солеварни, дававшие царю доход в размере около 200 тысяч рублей. Радзивилл отправил на город отряд из 400 всадников, который разбил русские силы (1500 чел.) под командованием князя Оболенского. Литовцы взяли и сожгли Старую Руссу. Оттуда Радзивилл двинулся дальше. 10 октября началась осада Порхова, окончившаяся 19 октября. Только приказ Стефана Батория идти к Пскову спас город от захвата и разорения. 26 октября Радзивилл со своим корпусом прибыл в польско-литовский лагерь под Псковом.
Именно после этого похода Радзивилла стали называть «Перуном» за то, что он, подобно языческому славянскому богу, выпалил землю, по которой шел, и навёл ужас на своих врагов.